# Nennigkofen
Nennigkofen es una comuna suiza del cantón de Soleura, situada en el distrito de Bucheggberg. Limita al norte con la comuna de Selzach, al este con Lüsslingen, al sur con Lüterkofen-Ichertswil, y al oeste con Leuzigen (BE).